# Almān Lengeh
Almān Lengeh (persiska: Ālmān Lengeh, المان لنگه) är en ort i Iran.   Den ligger i provinsen Gilan, i den norra delen av landet, 200 km nordväst om huvudstaden Teheran. Almān Lengeh ligger 133 meter över havet och antalet invånare är 124.
Terrängen runt Almān Lengeh är kuperad.Runt Almān Lengeh är det ganska tätbefolkat, med 134 invånare per kvadratkilometer. Närmaste större samhälle är Lāhījān, 13,7 km nordväst om Almān Lengeh. I omgivningarna runt Almān Lengeh växer i huvudsak blandskog.